# Ole Koppang
Ole Koppang, född 18 januari 1911 i Oslo, död 3 mars 1988, var en norsk litteraturvetare.
Koppang blev filosofie doktor 1946 på avhandlingen Hegelianismen i Norge. En idéhistorisk undersøkelse. Han tjänstgjorde som professor i tysk litteraturhistoria vid universitetet i Oslo från 1962 till 1981.
Koppang intresserade sig för den europeiska litteraturens idéhistoriska aspekter. Han författade bland annat Romantikk og romantisme. En sammenligning mellom tysk og fransk romantikk (1951), Begrepene etterligning og selvstendighet i «klassisk» og «romantisk» litterær estetikk (Edda, 1953), och Noen refleksjoner over sammenhengen mellom de to deler av Goethes «Faust» (Edda, 1978).